# Stenagra
Stenagra is een geslacht van vlinders uit de familie van de Metarbelidae. De wetenschappelijke naam van dit geslacht is voor het eerst gepubliceerd in 1920 door George Francis Hampson.
Dit geslacht is monotypisch, dat wil zeggen dat het maar één soort heeft namelijk Stenagra multipunctata Hampson, 1920 uit Nigeria.